# NGC 7150
NGC 7150 – asteryzm znajdujący się w gwiazdozbiorze Łabędzia. Składa się z kilku gwiazd o jasnościach obserwowanych od 14 do 16m, tworzących na niebie kształt podkowy. Zaobserwował go George Phillips Bond 10 lutego 1848 roku i błędnie skatalogował jako obiekt typu „mgławicowego”.